# ديفيد مايلز
ديفيد مايلز (بالإنجليزية: David Myles)‏ هو سياسي بريطاني، ولد في 30 مايو 1925، وتوفي في 16 ديسمبر 2018. في الانتخابات العامة للمملكة المتحدة 1979 ‏، انتخب عضو البرلمان الثامن والأربعون للمملكة المتحدة عن دائرة Banffshire (UK Parliament constituency) ‏ خلال فترته النيابية ‏ (3 مايو 1979 – 13 مايو 1983).